# Barrie Webb
Barrie Webb este un trombonist, dirijor și profesor de origine engleză.

## Studii
Barrie Webb a urmat mai întâi Universitatea din Cambridge. În continuare, a studiat trombonul cu Vinko Globokar și dirijatul alături de Constantin Bugeanu.

## Activitate

### Profesor
Din 1984 a predat, timp de zece ani, la Darmstadt Internationale Ferienkurse für Neue Musik (germ. „Școala internațională de vară pentru muzică nouă de la Darmstadt”), iar din 1993 predă și la Dartington International Summer School (en. „Școala internațională de vară de la Dartington”), unde va rămâne până în 2002. Actualmente este profesor de compoziție, dirijat și trombon la Universitatea din Huddersfield, Anglia.

### Solist la trombon
Este un trombonist foarte apreciat pentru aportul în lumea muzicii moderne și contemporane. În calitate de solist, s-a bucurat de transmisiuni în direct sau înregistrate, oferite de posturile BBC (Marea Britanie), Radio France (Franța), RAI (Italia), Voice of Music (Israel), ABC (Australia), NHK (Japonia). În România, Televiziunea Română asigură transmisiunile concertelor lui Webb, atât în calitate de instrumentist, cât și ca dirijor.

### Dirijor
Din 1988, Webb lucrează și ca dirijor. Repertoriul său include, atât lucrări moderne și contemporane, cât și din registre stilistice mai îndepărtate (de exemplu, Benjamin Britten, William Walton). Susține, în mod periodic, concerte cu orchestra simfonică a universității unde predă (Huddersfield). A dirijat ansambluri specializate pe muzică contemporană în Europa și Australia.

## Repertoriu selectiv
Urmează o selecție a lucrărilor interpretate de Webb în concert, atât ca trombonist, cât și de la pupitrul dirijoral. Sunt notate interpretări remarcabile și comentarii, acolo unde este cazul.

### Ca trombonist
| Numele compozitorului | Titlul lucrării                                 | Anul apariției | Interpretarea lui Webb                                                    | Note asupra interpretării     |
| --------------------- | ----------------------------------------------- | -------------- | ------------------------------------------------------------------------- | ----------------------------- |
| Liviu Dănceanu        | Șapte zile. Concert pentru Barrie, op. 56       | 1991           |                                                                           |                               |
| Donald Erb            | Concert pentru trombon și orchestră             | 1976           |                                                                           |                               |
| René Leibowitz        | Concertino pentru trombon și orchestră, op. 53  | 1960           | a doua interpretare a lui Webb – 2004, cu Orchestra Filarmonică din Tokyo | prima înregistrare a lucrării |
| Vladimir Scolnic      | Time Interferences, pentru trombon și orchestră |                |                                                                           | premieră mondială             |
| Tōru Takemițu         | Fantasma/Cantos II                              | 1994           | nov. 2005, la Festivalul de muzică contemporană de la Huddersfield        |                               |

### În calitate de dirijor
- premiera unor lucrări de William Walton și Benjamin Britten în Taiwan.

## Discografie

### Trombonist
Din 1995, Barrie Webb înregistrează pentru MPS (Marea Britanie), Metier (Marea Britanie), Radio France/MFA, Col Legno (Germania), Move (Australia) ș.a.
| Anul apariției | Titlul înregistrării                                                            | Casa de discuri | Lucrări prezente pe înregistrare |
| -------------- | ------------------------------------------------------------------------------- | --------------- | --- |
| 2006           | Hoy! – new music for trombone and percussion from Australia and the Philippines | MPS             | Josefino Chino Toledo - Hoy! pentru trombon și percuție Jesmond Grixti - Mdina pentru trombon solo (1995) Eve Duncan - The Memory of the Glance of God pentru trombon și percuție Brendan Colbert - Schräg pentru trombon solo (2003) Paul Moulatlet - Vortex 1 pentru marimbafon și trombon Stuart Greenbaum - In Transit (view from a window) pentru trombon și CD (2001) Ramón Pagayon Santos - Vo-o-cea, odă a dez-binării pentru trombon și percuție |

### Dirijor
Webb a înregistrat împreună cu diferite formații și ansambluri, la BBC și MPS, Metier și BML (toate din Marea Britanie), pentru Casa Ricordi (Italia, până în 1994, când a fost cumpărată de BMG Music Publishing) și Vienna Modern Masters (Austria).